# Райнер Фріман
Райнер Фріман (фін. Rainer Friman; народ. 23 серпня 1958, Порі, Фінляндія) — фінський співак, письменник і журналіст.

## Життєпис
Народився в 1958 році в Порі у циганській родині. Свій творчий шлях розпочав у 1975 році. Широку популярність здобув у 1986 році, коли взяв участь у фестивалі «Tangomarkkinat» у Сейняйокі і коронований «першим принцом танго» (королем танго став Теуво Ойнас). У 1990 році переміг на співочому конкурсі «Syksyn Sävel» (Осіння мелодія) з піснею «Se on salaisuus», в 1992 році — з піснею «Virta vie, virta tuo».
Наприкінці 1980-х і на початку 1990-х років Фріман був одним із найбільш відомих виконавців у Фінляндії. За цей час продано майже 400 тис. примірників його шести альбомів і двох збірок; п'ять його альбомів отримали статус платинового диска, ще три — золотого диска.
У 1991 році фінансовий стан Фрімана похитнувся, у нього був величезний борг з податків. Проте, за деякий час йому вдалося виплатити борги і знову стати на ноги.
У 2003 році був обраний до Парламенту від Центристської партії.
Працював у низці газет і журналів, зокрема релігійного змісту; веде програму «Ihmisen ääni» (Голос людини) на Radio Dei. Також є автором декількох книг, переважно на християнську тематики, опублікував книгу Юхи Нуммінена «Tähti Etsii Taivasta» (Зірка шукає небо).
Двічі одружений, має п'ятьох дітей.

## Дискографія
- 1983 Ystävälleni (Alida ja Rainer Friman) (Tamac-002)
- 1987 Oi kuu, oi kuu (Selecta 023) (Золотий диск — 1988, Платиновий диск — 1991)
- 1988 Sinä iltana tähdet (Selecta 025) (Золотий диск — 1989, Платиновий диск — 1990)
- 1989 Venäjän taikaa (Selecta 026) (Золотий диск — 1990)
- 1989 Linnut (Selecta 029) (Золотий диск, Платиновий диск — 1990, найбільш успішний альбом Фрімана, продано 81 000 примірників)
- 1990 18 suosituinta (Selecta 032) (Збірник, Золотий диск — 1991 року, Платиновий диск — 1992)
- 1990 Se on salaisuus (Selecta 039) (Золотий диск, Платиновий диск — 1991)
- 1991 18 uusinta suosituinta (Selecta 052) (Золотий диск — 1992)
- 1991 Rakkaimmat hengelliset laulut (Selecta 054)
- 1991 Mutkainen tie (Selecta 056)
- 1992 Virta vie, virta tuo (Selecta 065) (Золотий диск — 1994)
- 1993 Sulle kauneimmat lauluni laulan (MLCD 4001)
- 1994 Maa nauraa kukkasillaan (Bluebird 1112)
- 1995 Hohtakoon tähdet (Bluebird 1122)
- 1997 20 suisituinta (Bluebird 622)
- 1998 Olen onnellinen (Bluebird, 1998)
- 2000 20 Parasta (IDSCD 514)
- 2001 Kesätaivas (Kaktus Records)
- 2004 Elämän estradilla (ACD 1253)
- 2005 Laulajan tie (ACD 1267) ювілейний альбом
- 2007 Tunteet valloilleen (MGM 96)
- 2010 Tänään (Sony music 2010)